# Xujiahui

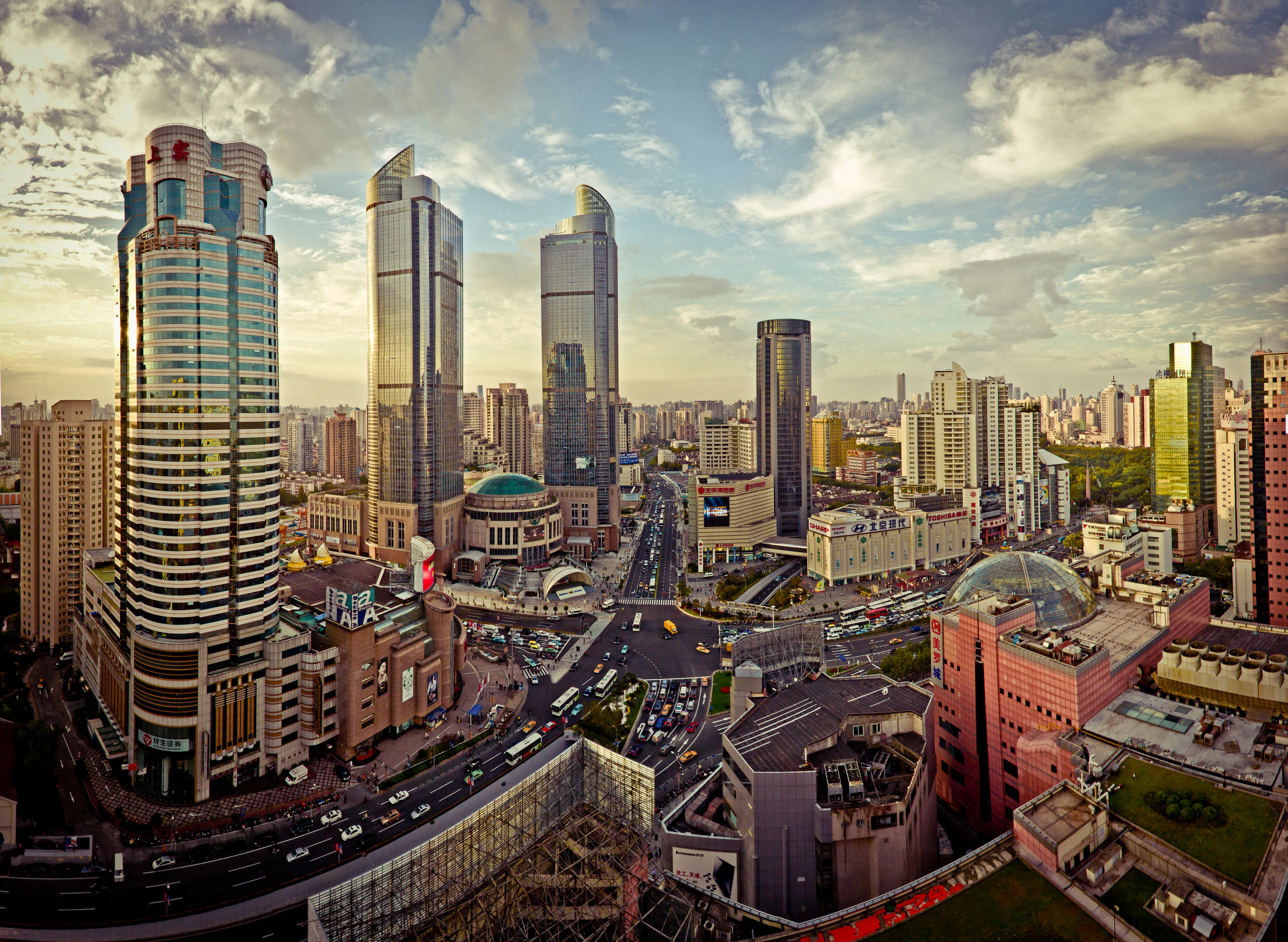
Xujiahui 2010

Xujiahui (förenklad kinesiska: 徐家汇, traditionell kinesiska: 徐家汇, pinyin: Xujiahui; shanghainesiska: Zikawei eller Siccawei) är ett historiskt och kulturellt område i distriktet Xuhui i Shanghai, Kina. 
Xujiahui är uppkallad efter Xu Guangqi, en berömd kinesisk lärd mandarin som blev döpt där 1603 och tog dopnamnet Paul. Xu-familjen bor ännu i början av 2000-talet i detta område i Shanghai och en viktig katolsk katedral är belägen i området.
Området är idag känt för sitt shoppinguppbud och nöjen. Xujiahui är också namnet på tunnelbanestationen i området, Xujiahui (Shanghai Metro) Line 9, Line 11 och Line 1. Dessutom finns ett stadsdelsdistrikt Xujiahui med 104 863 invånare vid folkräkningen 2020.